# Adam Larsson
Adam Larsson (* 12. November 1992 in Skellefteå) ist ein schwedischer Eishockeyspieler, der seit Juli 2021 bei den Seattle Kraken aus der National Hockey League (NHL) unter Vertrag steht und dort auf der Position des Verteidigers spielt. Mit der schwedischen Nationalmannschaft gewann er die Goldmedaille bei der Weltmeisterschaft 2018. Sein Vater Robert spielte bereits von 1985 bis 1995 bei seinem Heimatverein Skellefteå AIK, sein älterer Bruder Hampus war ebenfalls Eishockeyprofi.

## Karriere
Adam Larsson begann seine Karriere in den Juniorenabteilungen seines Heimatvereins Skellefteå AIK. In der Saison 2008/09 absolvierte er sein erstes Spiel für Skellefteå in Schwedens höchster Spielklasse Elitserien. In der Saison darauf kam er regelmäßig für das Profiteam zum Einsatz und avancierte zum Stammspieler. Beim KHL Junior Draft 2010 wurde der Verteidiger von Lokomotive Jaroslawl in der ersten Runde an insgesamt 17. Position ausgewählt, jedoch entschied sich Larsson dafür, weiterhin für Skellefteå aufs Eis zu gehen.

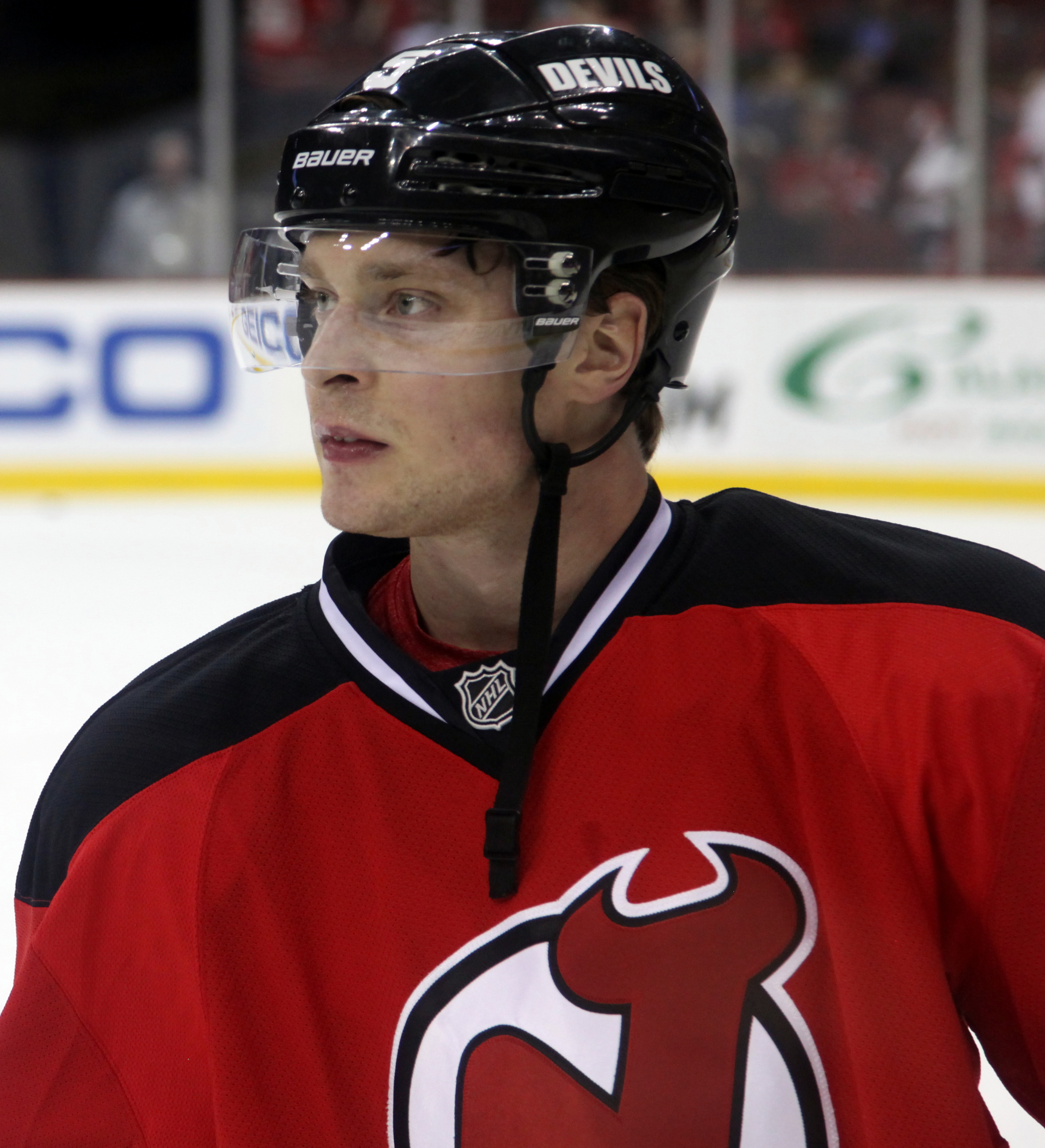
Larsson im Trikot der New Jersey Devils (2014)

Beim NHL Entry Draft 2011 wurde Larsson in der ersten Runde an insgesamt vierter Position von den New Jersey Devils ausgewählt. Am 15. Juli 2011 unterzeichnete Larsson bei den New Jersey Devils einen dreijährigen Einstiegsvertrag. Der Defensivakteur empfahl sich in der Saisonvorbereitung für den NHL-Kader der Devils und kam in der Spielzeit 2011/12 in 65 Partien zum Einsatz.
Nach fünf Jahren in Diensten der Devils wurde Larsson im Juni 2016 im Tausch für Taylor Hall an die Edmonton Oilers abgegeben. Dort verbrachte der Schwede ebenso fünf Jahre, blieb aber hinter den Erwartungen zurück. Im NHL Expansion Draft 2021 wurde Larsson von den Seattle Kraken ausgewählt. In Seattle unterzeichnete der Schwede im September 2024 einen neuen Vierjahresvertrag, der ihm mit Beginn der Saison 2025/26 ein durchschnittliches Jahresgehalt von 5,25 Millionen US-Dollar einbringen soll.

### International
Larsson vertrat die schwedische Nationalmannschaft erstmals bei einem internationalen Turnier bei der U18-Junioren-Weltmeisterschaft 2009. Bei der U18-Junioren-Weltmeisterschaft 2010 wurde der Abwehrspieler zum besten Verteidiger des Turniers gewählt, zudem gewannen die Schweden nach einer Finalniederlage gegen die US-amerikanische Nationalmannschaft die Silbermedaille. Bei der U20-Junioren-Weltmeisterschaft im selben Jahr gewann Larsson die Bronzemedaille. Der Spieler nahm auch an der U20-Junioren-Weltmeisterschaft 2011 teil, ein Medaillenplatz wurde jedoch verfehlt.
Im Seniorenbereich debütierte der Verteidiger bei der Weltmeisterschaft 2016 und belegte dabei mit der Mannschaft den sechsten Platz. Zwei Jahre später folgte bei der Weltmeisterschaft 2018 die Goldmedaille, wobei Larsson ins All-Star-Team des Turniers gewählt wurde. Bei den Welttitelkämpfen 2025 gewann Larsson mit der Mannschaft die Bronzemedaille.

## Erfolge und Auszeichnungen
- 2012 NHL All-Star Game SuperSkills Competition (verletzungsbedingte Absage)

### International
| - 2010 Bronzemedaille bei der U20-Junioren-Weltmeisterschaft - 2010 Silbermedaille bei der U18-Junioren-Weltmeisterschaft - 2010 Bester Verteidiger der U18-Junioren-Weltmeisterschaft - 2010 All-Star-Team der U18-Junioren-Weltmeisterschaft | - 2018 Goldmedaille bei der Weltmeisterschaft - 2018 All-Star-Team der Weltmeisterschaft - 2025 Bronzemedaille bei der Weltmeisterschaft |

## Karrierestatistik
Stand: Ende der Saison 2024/25

### International
Vertrat Schweden bei:
| - U18-Junioren-Weltmeisterschaft 2009 - U20-Junioren-Weltmeisterschaft 2010 - U18-Junioren-Weltmeisterschaft 2010 - U20-Junioren-Weltmeisterschaft 2011 - Weltmeisterschaft 2016 | - Weltmeisterschaft 2018 - Weltmeisterschaft 2019 - Weltmeisterschaft 2022 - Weltmeisterschaft 2025 |

(Legende zur Spielerstatistik: Sp oder GP = absolvierte Spiele; T oder G = erzielte Tore; V oder A = erzielte Assists; Pkt oder Pts = erzielte Scorerpunkte; SM oder PIM = erhaltene Strafminuten; +/− = Plus/Minus-Bilanz; PP = erzielte Überzahltore; SH = erzielte Unterzahltore; GW = erzielte Siegtore; 1 Play-downs/Relegation; Kursiv: Statistik nicht vollständig)